# ZTE KK
O Zalaegerszegi Torna Egylet Kosárlabda Klub é um clube profissional de basquetebol situado na cidade de Zalaegerszeg, Zala, Hungria que disputa atualmente a Liga Húngara. Foi fundado em 1979 e manda seus jogos na Városi Sportcsarnok com 4.000 espectadores.

## Temporada por Temporada
| Temporada | Nível | Liga   | Pos.                             | TR                               | PL                               | Pós Temporada                    | Copa da Hungria                  |
| --------- | ----- | ------ | -------------------------------- | -------------------------------- | -------------------------------- | -------------------------------- | -------------------------------- |
| 2010–11   | 1     | NB I/A | 3                                | 14-12                            | 1-3                              | Quartas de finais                |                                  |
| 2011–12   | 1     | NB I/A | 14                               | 1-25                             |                                  |                                  |                                  |
| 2012–13   | 1     | NB I/A | 11                               | 11-17                            |                                  |                                  |                                  |
| 2013–14   | 1     | NB I/A | 12                               | 12-22                            |                                  |                                  |                                  |
| 2014-15   | 1     | NB I/A | 14                               | 6-24                             |                                  |                                  |                                  |
| 2015-16   | 1     | NB I/A | 5                                | 22-12                            | 1-3                              | Quartas de finais                | Quartas de finais                |
| 2016-17   | 1     | NB I/A | 3                                | 23-15                            | 4-5                              | Terceiro lugar                   | Quartas de finais                |
| 2017-18   | 1     | NB I/A | 7                                | 18-6                             | 1-3                              | Quartas de finais                | Quartas de finais                |
| 2018-19   | 1     | NB I/A | 10                               | 14-20                            |                                  |                                  | Quartas de finais                |
| 2019-20   | 1     | NB I/A | Cancelado - Pandemia de COVID-19 | Cancelado - Pandemia de COVID-19 | Cancelado - Pandemia de COVID-19 | Cancelado - Pandemia de COVID-19 | Cancelado - Pandemia de COVID-19 |
| 2020-21   | 1     | NB I/A | 13º                              | 11-25                            |                                  |                                  |                                  |
| 2021-22   | 1     | NB I/A | 12º                              | 13-19                            |                                  |                                  |                                  |
| 2022-23   | 1     | NB I/A | 4º                               | 16-10                            | 3-4                              | Semifinalista                    | Quartas de finais                |
| 2023-24   | 1     | NB I/A | 4º                               | 13-13                            | 3-5                              | Semifinalista                    | Quartas de finais                |
| 2024-25   | 1     | NB I/A | 5º                               | 14-12                            | 3-4                              | Semifinalista                    | Quartas de finais                |

eurobasket.com

## Honras

### Competições Domésticas
Liga Húngara
- Campeões(4): 1987–88, 1989–90, 1991–92, 2009–10
- Finalista (4): 1985–86, 1990–91, 1993–94, 1994–95
- Terceiro Lugar (5): 1983–84, 1992–93, 1996–97, 2008–09, 2016–17

Copa da Hungria
- Campeão (4):1988, 1990, 1992, 2010